# سنگ خون
سنگ خون (به انگلیسی: Heliotrope) یا یشم ختایی نوعی از سنگ عقیق سبز می‌باشد که در سطح ان لکه‌هایی از جنس یشم قرمز دیده می‌شود. گاهی این کانی به صورت توده‌ای تیره رنگ و حاوی لکه‌های قرمز رنگ اکسید آهن دیده می‌شود. نوع سبز آن پلاسما نام دارد که می‌تواند دارای لکه‌های زرد پررنگ نیز باشد و برای حکاکی بسیار مناسب است بهترین معادن سنگ خون در هندوستان وجود دارد در برزیل، چین، استرالیا و آمریکا نیز وجود دارد. پلاسما در زیمبابوه یافت شده‌است. در قرون وسطی از آنجاییکه نقاط قرمز رنگ این سنگ را خون «مسیح» می‌دانستند به این سنگ قدرت‌های خارق‌العاده‌ای نسبت می‌دادند.
سنگ خون با فرمول شیمیایی SiO2 از مجموعه کانی هاست و خواص فیزیکی و شیمیایی آن شبیه کالسدوئن است. برش‌های آن به صورت پلاک و سنگ ظریف در زینت آلات مصرف می‌شود. از کلمه یونانی helios به معنای خورشید و آفتاب و trepein به مفهوم چرخیدن گرفته شده‌است. محلول در KOH SiO۲:۱۰۰٪ همراه با ادخال‌های Al,Fe,Mg,Ca,Ni,Cr برای اولین بار در چک اسلواکی کشف شد و از نظر شکل بلور: منشوری - پهن و کوتاه، رنگ: سبز تیره با لکه‌های قرمز یا قهوه ای-قرمز، شفافیت: غیر شفاف - نیمه شفاف، شکستگی: صدفی و در رده‌بندی اکسید است و منشأ تشکیل آن بعد از آتشفشانی - دگرسانی است.
همایند کانی‌شناسی (پارانژ) آن کالسدوئن - اوانسیت- ژاسب- پلاسما- کالسدوئنشود. است.
کاربرد آن: برش‌های آن به صورت پلاک و سنگ ظریف در زینت آلات مصرف می، از نظر ژیزمان تقریباَ کمیاب است و بیشتر در آمریکا، استرالیا، آلمان، برزیل، هند، چین، چک اسلواکی، اتریش و انگلستان یافت می‌شود.